# Майтон (Юта)
Майтон (англ. Myton) — місто (англ. city) в США, в окрузі Дюшен штату Юта. Населення — 561 особа (2020).

## Географія
Майтон розташований за координатами 40°11′36″ пн. ш. 110°3′44″ зх. д. / 40.19333° пн. ш. 110.06222° зх. д. (40.193241, -110.062328).  За даними Бюро перепису населення США в 2010 році місто мало площу 2,63 км², уся площа — суходіл.

## Демографія
Згідно з переписом 2010 року, у місті мешкало 569 осіб у 208 домогосподарствах у складі 145 родин. Густота населення становила 216 осіб/км².  Було 252 помешкання (96/км²).
Расовий склад населення:
| - 83,8 % — білих - 8,6 % — корінних американців - 0,5 % — вихідців з тихоокеанських островів - 0,2 % — чорних або афроамериканців - 0,2 % — азіатів - 3,9 % — осіб інших рас |

До двох чи більше рас належало 2,8 %. Частка іспаномовних становила 11,1 % від усіх жителів.
За віковим діапазоном населення розподілялося таким чином: 27,8 % — особи молодші 18 років, 63,6 % — особи у віці 18—64 років, 8,6 % — особи у віці 65 років та старші. Медіана віку мешканця становила 32,6 року. На 100 осіб жіночої статі у місті припадало 109,2 чоловіків;  на 100 жінок у віці від 18 років та старших — 109,7 чоловіків також старших 18 років.
Середній дохід на одне домашнє господарство  становив 49 994 долари США (медіана — 43 611), а середній дохід на одну сім'ю — 52 808 доларів (медіана — 51 667). Медіана доходів становила 53 500 доларів для чоловіків та 19 750 доларів для жінок. За межею бідності перебувало 30,7 % осіб, у тому числі 49,3 % дітей у віці до 18 років та 10,8 % осіб у віці 65 років та старших.
Цивільне працевлаштоване населення становило 234 особи. Основні галузі зайнятості: сільське господарство, лісництво, риболовля — 30,3 %, освіта, охорона здоров'я та соціальна допомога — 12,8 %, роздрібна торгівля — 10,3 %, науковці, спеціалісти, менеджери — 10,3 %.